# ناندورف، تورینگیا
ناندورف (به آلمانی: Naundorf) یک منطقهٔ مسکونی در آلمان است که در شتارکنبرگ واقع شده‌است. ناندورف ۵۲۲ نفر جمعیت دارد.